# Лусаїл (стадіон)
25°25′15″ пн. ш. 51°29′25″ сх. д. / 25.420861111111° пн. ш. 51.490388888889° сх. д.
Стадіон «Лусаїл-Айконік», або Міжнародний стадіон «Лусаїл» (араб. ملعب لوسيل الدولي) — футбольний стадіон у Лусаїлі, Катар
,
на якому відбулася фінальна гра Чемпіонату світу з футболу 2022.

Офіційно відкритий 22 листопада 2021.
Стадіон Лусайл є найбільшим стадіоном у Катарі та одним із семи стадіонів, переобладнаних для проведення Чемпіонату світу з футболу в Катарі 2022 року.

## Будівництво
Будівництво стадіону розпочалося ще в 2014 році. Для цього було створено консорціум «HBK Contracting» (HBK) та «China Railway Construction Corporation» (CRCC), які і стали генеральними підрядниками.

«Lusail stadium» був розроблений британською фірмою «Foster and Partners» і «Populous» та початково розрахований на  88 966 місць, що робить його найбільшим стадіоном Катару та  Чемпіонату світу з футболу 2022.

Як й інші стадіони будівництво, яких заплановано до Чемпіонат світу 2022 року, стадіон «Лусаїл» буде охолоджуватися за допомогою сонячної енергії та матиме нульовий вуглецевий слід.

До фактичного будівництва приступили  11 квітня 2017 року і планували завершити вже у 2020 році. Він мав провести три товариські матчі до чемпіонату світу 2022 року
,
але оскільки завершення будівництва стадіону було відкладено, згодом було вирішено, що він проведе 10 ігор, включаючи фінал.

Очікується, що після Чемпіонату світу він буде переобладнаний у стадіон на 40 000 місць, а інші частини будівлі буде перепрофільовано під громадські приміщення з крамницями, кав'ярнями, спортивними та освітніми закладами, а також шпиталем.

## Чемпіонат світу 2022
Стадіон Лусаїл-Айконік прийме 10 матчів Чемпіонату світу 2022.
| Дата              | Час (UTC+3) | Команда 1         | Рахунок     | Команда 2         | Стадія     | К-кість глядачів |
| ----------------- | ----------- | ----------------- | ----------- | ----------------- | ---------- | ---------------- |
| 22 листопада 2022 | 13:00       | Аргентина         | 1:2         | Саудівська Аравія | Група C    | 88 012           |
| 24 листопада 2022 | 22:00       | Бразилія          | 2:0         | Сербія            | Група G    | 88 103           |
| 26 листопада 2022 | 22:00       | Аргентина         | 2:0         | Мексика           | Група C    | 88 966           |
| 28 листопада 2022 | 22:00       | Португалія        | 2:0         | Уругвай           | Група H    | 88 668           |
| 30 листопада 2022 | 22:00       | Саудівська Аравія | 1:2         | Мексика           | Група C    | 84 985           |
| 2 грудня 2022     | 22:00       | Камерун           | 1:0         | Бразилія          | Група G    | 85 986           |
| 6 грудня 2022     | 22:00       | Португалія        | 6:1         | Швейцарія         | 1/8 фіналу | 83 720           |
| 9 грудня 2022     | 22:00       | Нідерланди        | 2:2 (п.3:4) | Аргентина         | 1/4 фіналу | 88 235           |
| 13 грудня 2022    | 22:00       | Аргентина         | 3:0         | Хорватія          | 1/2 фіналу | 88 966           |
| 18 грудня 2022    | 18:00       | Аргентина         | 3:3 (п.4:2) | Франція           | Фінал      | 88 966           |